# Компаунд-паровоз
Компаунд-паровоз (встречается также вариант паровоз-компаунд) — паровоз с машиной-компаунд (с двойным или многократным расширением пара), которая по сравнению с простыми имеет более высокую экономичность. С 1880-х годов компаунд-паровозы стали серийно выпускаться для железных дорог Европы (Австро-Венгрия, Великобритания, Германия, Россия, Франция) и США, а позже и Океании; в 1890-х они уже составляли большинство локомотивного парка этих стран. Паровозы преимущественно имели двух- и четырёхцилиндровые машины с двойным расширением пара.
Из-за появления пароперегревателей, которые позволили повысить экономичность более дешёвым способом, выпуск паровозов с системой компаунд после 1900 года почти полностью прекратился, так как при работе компаунд-паровозов на перегретом паре полученная экономия в сравнении с машинами однократного расширения была относительно небольшой и не могла компенсировать сложность конструкции и более дорогие техническое обслуживание и ремонт.

## Принцип действия
На классическом компаунд-паровозе острый пар из котла поступает в цилиндр высокого давления, где происходит первое расширение, при этом понижается давление. Мятый пар далее поступает в цилиндр низкого давления и гораздо большего объёма, где совершает второе расширение. Таким образом, пар используется дважды, что по сравнению с обычными паровозами помогает снизить расход пара, а следовательно воды и топлива, на единицу работы.
К компаундам относят все паровозы, работающие на принципе многократного расширения, вне зависимости от числа цилиндров (2, 3 или 4). В подавляющем большинстве они имели двойное расширение пара; паровозы с тройным расширением были построены в виде экспериментальных образцов и до серийного выпуска не дошли.

## История
Первые машины с двойным расширением пара стали применяться на пароходах, следом с данной системой начали строить и стационарные паровые двигатели. Идея применения системы компаунд на паровозах существовала ещё в середине XIX века, но только начиная с 1870-х годов конструкторы при проектировании локомотивов отошли от практического опыта и стали применять научный подход. Первый компаунд-паровоз был создан инженером Анатолем Малле в 1876 году на заводе Schichau в Эльбинге (Пруссия) путём переделки простого паровоза. Несмотря на усложнение конструкции, применение двойного расширения позволило снизить расход пара на единицу работы на 25 %. В России первый компаунд-паровоз был создан в 1882 году в Киевских мастерских Юго-Западной железной дороги по инициативе инженера А. П. Бородина. Им был переделан локомотив с простой двухцилиндровой машиной. Переделанный паровоз использовали как стационарную установку и по результатам испытаний была получена экономия пара до 20 %, однако практические испытания показали уже меньшую экономию, причиной чего стали неправильно выбранные диаметры цилиндров.
В начале 1880-х годов конструкторы занимались повышением вращающего момента паровой машины. Рассматривались такие варианты, как увеличить площадь (и диаметр) цилиндров, либо увеличить рабочее давление пара. Однако в первом случае размеры паровой машины ограничены габаритом подвижного состава, а во втором вступает в силу то свойство воды, что с повышением давления возрастает и температура кипения, что в свою очередь повышает расход топлива. Двойное расширение пара позволяло при сохранении размеров парового котла повысить мощность, притом что оптимальное рабочее давление для него не превышало 13 атмосфер. Использование четырёхцилиндровых машин (например, система Малле) позволяло значительно увеличить силу тяги при сохранении относительно небольшой осевой нагрузки. Пассажирские компаунд-паровозы, по сравнению с простыми, могли работать на меньших отсечках, что позволяло повысить скорость.
При этом проектирование компаунд-паровозов требовало от конструкторов более глубокого исследования термо- и гидродинамики, тем самым способствуя развитию научной школы паровозостроения. Широкое применение системы компаунд позволило изучить и её недостатки. Прежде всего паровозы с двухцилиндровой машиной требовали грамотного управления, особенно при трогании с места под поездом, а на высоких скоростях наблюдался неспокойный ход. Конструкторы искали решение этих задач в применении трёх- и четырёхцилиндровых машин, что поспособствовало появлению различных модификаций; среди них были и компактные варианты компаунд-машин, что позволяло использовать на локомотиве сразу две такие машины, расположенные по бокам и работающие как простая двухцилиндровая, но на более выгодных отсечках.
В конце 1890-х на паровозах стали применять пароперегреватели; теперь пар из котла поступая в пароперегреватель дополнительно нагревался до более высокой температуры, что также повышало его давление. Такая схема позволяет при сохранении рабочего давления снизить расход воды и топлива, причём более дешёвым способом. В связи с этим в ряде стран выпуск компаунд-паровозов после 1900 года практически прекратился.
Основной недостаток компаунд-паровозов заключается в их более дорогом ремонте и техническом обслуживании, в том числе и по причине более интенсивного износа конструкции. Сказывается и влияние особенностей локомотивной службы. Например, на судах двигатели работают непрерывно на протяжении длительного времени под равномерной нагрузкой и практически при одинаковой температуре внутренних помещений, что и позволяет добиться от них высокой экономии пара. Однако на локомотивах они работают уже под неравномерной нагрузкой с переменной скоростью и в широком диапазоне температур окружающей среды. В таких условиях невозможно поддерживать оптимальный режим работы компаунд-машин, что и приводит к снижению их экономичности. Как показала практика, наиболее выгодно эксплуатировать компаунд-паровозы на равнинном профиле, тогда как на участках с ломаным профилем (подъёмы-спуски) они могут потреблять даже больше топлива, чем простые. Также экономия топлива от применения компаунд-машин заметно падает с повышением скорости движения и повышением давления пара.
Начало применения перегретого пара потребовало поменять технологию машиностроения, ведь перегретый пар по сравнению с насыщенным имеет меньшую плотность (более «летуч»), что приводит к увеличению утечек, а следовательно требует снижения допусков в размерах. Поэтому в случае применения на паровозе машины системы компаунд при перегретом паре (в России было предложено инженером А. О. Чечоттом) стоимость техобслуживания становится ещё выше. Также у перегретого пара при работе в компаунд-машине наблюдается более существенное падение индикаторного числа, а потому его экономия уже значительно меньше и фактически экономически нерациональна.

## Конструкции

### Кросс-компаунд
Машина системы кросс-компаунд (поперечный компаунд) имеет два цилиндра, при этом цилиндр высокого давления (малый) расположен на одной стороне экипажа, а цилиндр низкого давления (большой) — на другой. В этой схеме пар идёт от одного цилиндра к другому по ресиверной трубе поперёк паровоза, за что она и получила своё название; для снижения тепловых потерь ресивер нередко проходит через дымовую коробку. Эта схема впервые была применена на паровозах инженером Малле в 1876 году и является классической, широко распространённой. Однако кросс-компаунд имеет один очень серьёзный недостаток — если поршень малого цилиндра будет находиться в мёртвой точке, то паровоз не сможет тронуться с места. Против этого применяют впуск острого пара из котла в большой цилиндр; также это устройство может использоваться на тяжёлых подъёмах, когда требуется увеличить силу тяги. Способы впуска могут быть конструктивно оформлены по-разному, но в целом их можно разделить на две большие группы:
1. Конструкции, которые могут на некоторое время отсоединить малый цилиндр от большого, при этом паровая машина переходит с системы компаунд на простую, однократного расширения. Наибольшее распространение из данной группы получила конструкция Малле (Маллета)
2. Конструкции, которые не допускают сообщение малого цилиндра с атмосферой, а потому перевод машины-компаунд на простую работу невозможен. Из таковых можно отметить кран Линднера и приспособление Гельсдорфа; на российских паровозах также получила распространение конструкция Коломенского завода.

Ещё одним недостатком двухцилиндровых паровозов стала невозможность выдерживать полное наполнение большого цилиндра во всём диапазоне скоростей, из-за чего наблюдался неспокойный ход на высоких скоростях, что и поспособствовало появлению трёх- и четырёхцилиндровых машин.

### Система Малле
Уже упомянутый выше инженер Анатоль Малле (в русской литературе — Маллет) после результатов испытаний двухцилиндрового компаунда предложил идею четырёхцилиндровой машины с раздельным приводом, когда цилиндры высокого давления используются для тяги одной группы колёс, а цилиндры низкого давления — другой группы. При этом было два варианта: обе группы колёс находятся в одной жёсткой раме, либо на поворотной тележке находится передняя группа колёс с цилиндрами низкого давления, что позволяет облегчить условия работы паропроводов; первый вариант так и не был реализован в металле, в отличие от второго. Первые паровозы системы Малле были построены Decauville Company в 1889 году и предназначались для работы на железной дороге с шириной колеи 600 мм на Всемирной выставке в Париже. Система оказалась достаточно популярной сперва в Швейцарии, а после в России (серии І и Ѳ) и США; она позволяла создавать паровозы с высокой силой тяги, и при этом пригодные для эксплуатации на путях со слабым верхним строением. Позже в США получила распространение схема «простой Малле» с простыми паровыми машинами; к ней относятся и крупнейшие в мире серийные паровозы — Challenger и Big Boy.
Основные недостатки компаунд-паровозов системы Малле были такими же, как и у остальных сочленённых паровозов — более дорогой ремонт, по сравнению с однодвигательными паровозами. Однако в целом их конструкция оказалась настолько удачной, что их продолжали строить дольше остальных компаунд-паровозов; например, выпуск русской серии Ѳч
к типа 0-3-0+0-3-0 был завершён только в 1924 году.

### Система Воклена
В 1889 году американский инженер Сэмюэл Воклен (управляющий компании Baldwin Locomotive Works) получил патент на машину, у которой цилиндры высокого и низкого давления располагались друг над другом, передавая момент на общий ползун и управляемые общим парораспределительным механизмом с использованием одного цилиндрического золотника сложной конструкции. Машина системы Воклена оказалась достаточно компактной, что позволяло устанавливать на паровозе две такие машины, по одной на каждой стороне, которые работали как цилиндры простой двухцилиндровой, что облегчало управление ими. Система оказалась для своего времени достаточно прогрессивной, а её автор получил несколько наград. Завод Baldwin строил локомотивы с такой машиной не только для американских дорог, но также европейских (включая Россию), австралийских и новозеландских, а к 1900 году компаунд-паровозы системы Воклена эксплуатировались у 140 операторов.
Однако в условиях эксплуатации у данной машины обнаружился такой существенный недостаток, как более частый ремонт направляющих ползуна из-за неравномерного износа. После 1900 года выпуск компаунд-паровозов системы Воклена был прекращён, а многие из ранее построенных были переделаны в простые.

### Система де Глена
В 1880-х во Франции наблюдался дефицит высококалорийного угля, который преимущественно импортировался, что требовало от конструкторов паровозов искать решение в применении машин системы компаунд. Тогда инженер Альфред де Глен, работавший на предприятии Société Alsacienne de Constructions Mécaniques, предложил идею четырёхцилиндровой машины с раздельным приводом, но в отличие от системы Уэбба, малые цилиндры располагались внутри рамы, тогда как большие — снаружи. В 1885 году по заказу Гастона де Бюске (начальник локомотивного отдела компании Chemins de fer du Nord) был построен прототип Nord 701 типа 1-1-1-1 у которого цилиндры высокого давления приводили в движение переднюю движущую ось, а цилиндры низкого давления — заднюю. В 1891 году были построены уже два паровоза Nord 2.121 и 2.122, также с несвязанными движущими осями, но, по требованию де Бюске, малые цилиндры теперь располагались снаружи, а большие — внутри; эксплуатация показала, что данный вариант расположения цилиндров оказался хуже, по сравнению с прототипом.
Гастон де Бюске сыграл значительную роль в развитии системы де Глена, в том числе он усовершенствовал движущий и парораспределительный механизмы для внутренних цилиндров для более лёгкого доступа, что позволяло сократить время на их обслуживание. Паровозы с машиной де Глена по сравнению с простыми экономили до трети пара и очень хорошо зарекомендовали себя на французских железных дорогах, хотя и отличались сложностью в управлении и более длительным ремонтом. Также такая система получила распространение и на железных дорогах Англии, Бельгии, Германии и Новой Зеландии, однако позже на некоторых паровозах (в первую очередь — новозеландских) машина-компаунд была заменена на простую двухцилиндровую. Из американских железных дорог лишь Pennsylvania Railroad заказала один опытный паровоз типа 2-2-1.
В Российской империи в 1907—1910 году Харьковский паровозостроительный завод выпустил 8 полутанк-паровозов типа 2-3-1 серии Ъх, у которых все четыре цилиндра использовались для привода передней движущей оси. Также в 1906—1912 году Коломенский завод построил 62 паровоза типа 2-3-0 серии У, у которых цилиндры высокого давления располагались не внутри, а снаружи. Один из этих паровозов (У127) сохранился до настоящего времени и является экспонатом музея Московской железной дороги.